# Bulbophyllum condensatum
Bulbophyllum condensatum är en orkidéart som beskrevs av Jaap J. Vermeulen. Bulbophyllum condensatum ingår i släktet Bulbophyllum och familjen orkidéer. Inga underarter finns listade i Catalogue of Life.